# Präsidentschaftswahl in den Vereinigten Staaten 2028
Die Präsidentschaftswahl in den Vereinigten Staaten 2028 wird voraussichtlich am 7. November 2028 als 61. Wahl zum Präsidenten und Vizepräsidenten der Vereinigten Staaten stattfinden.
Für die Wahl zum US-Präsidenten benötigt einer der Kandidaten mindestens 270 Stimmen der insgesamt 538 Wahlleute. Die Verteilung der Wahlleute auf jeden Bundesstaat erfolgt wie bereits bei der Präsidentschaftswahl 2024 nach dem Zensus 2020.

## Ausgangslage
Der Kandidat der Republikanischen Partei, Donald Trump, gewann 2024 die Präsidentschaftswahl gegen Kamala Harris, welche für die Demokratische Partei kandidierte. Nachdem Trump bereits von 2017 bis 2021 amtierender US-Präsident war, darf er aufgrund der Amtszeitbeschränkung, welche im  22. Zusatzartikel zur Verfassung der Vereinigten Staaten geregelt ist, 2028 nicht erneut zur Wahl des US-Präsidenten antreten. 

## Wahlsystem
Der Präsident und Vizepräsident der Vereinigten Staaten werden nicht direkt durch die Bevölkerung, sondern durch von ihr gewählte Wahlleute gewählt. Die Anzahl der Wahlleute pro Staat richtet sich dabei nach den Abgeordneten in Senat und Repräsentantenhaus, welche im jeweiligen Staat gewählt werden. 
Die Präsidentschaftskandidaten werden von den jeweiligen Parteien in den einzelnen Staaten durch Vorwahlen ermittelt und von Delegierten aus allen 50 Staaten, sowie Washington, D.C. auf einem Parteitag gewählt. 
Um Präsident der Vereinigten Staaten werden zu können, muss ein Bewerber gemäß Artikel 2 der US-Verfassung in den USA geboren sein, mindestens 35 Jahre alt sein, sowie mindestens 14 Jahre in den Vereinigten Staaten gelebt haben.
Durch das Wahlsystem in der USA wird die Wahl des Präsidenten und seines Vertreters häufig durch sogenannte „Swing States“ entschieden. In diesen Staaten haben sowohl Republikaner, als auch Demokraten keine klare Mehrheit an Wählern, da diese häufig ihre Stimmabgabe von Wahl zu Wahl verändern. Beispiele für solche „Swing States“ sind unter anderem Pennsylvania, North Carolina, Michigan und Wisconsin. Ohne einige „Swing States“ zu gewinnen, ist eine Mehrheit im Electoral College nicht möglich, weshalb der Fokus des Wahlkampfes der jeweiligen Kandidaten häufig auf diesen Staaten liegt, um dort die unentschlossenen Wähler zu überzeugen. Es ist davon auszugehen, dass auch 2028 die „Swing States“ besonders ausschlaggebend im Wahlkampf sind. 
Während Florida besonders bei den Wahlen 2012 und 2016 als „Swing State“ galt, wurde seit 2016 bei jeder Wahl der Kandidat der Republikanischen Partei gewählt, weshalb der Staat häufig nicht mehr als „Swing State“ bezeichnet wird.